# Rydell Poepon
Rydell Poepon (Amsterdam, 28 agosto 1987) è un calciatore olandese, attaccante del DWS.

## Carriera
Ha giocato nella prima divisione olandese ed in quella azera.